# Grubea
Grubea is een geslacht in de taxonomische indeling van de platwormen (Platyhelminthes).
Het geslacht behoort tot de familie Mazocraeidae. De wetenschappelijke naam van de soort werd voor het eerst geldig gepubliceerd in 1858 door Diesing.

## Soorten binnen dit geslacht
Grubea australis (Rohde, 1987)

Grubea cochlear (Diesing, 1858)

Grubea pneumatophori (Price, 1961)